# Loteria del silici
S'anomena loteria del Silici a la diferència en les prestacions reals que poden tenir dos dispositius electrònics fabricats de la mateixa manera, malgrat que hagin passat controls de qualitat. Aquest fenomen és conegut en els microprocessadors, però també es pot donar en altres components com ara memòries RAM, memòries flash, targetes gràfiques i plaques base, ja que tots ells fan servir el silici en el seu procés de fabricació. Això pot causar diferències en el consum d'energia, la velocitat de funcionament o fins i tot en la temperatura del dispositiu. Això fa que comprar dispositius electrònics sigui com participar en una loteria.

## Causes
Els xips que es fabriquen actualment són molt complexos, i per tant, requereixen un procés de fabricació avançat.
En el procés de fabricació d'un xip hi ha alguns passos que poden causar errors en el seu funcionament o imperfeccions que posteriorment definiran les característiques del producte final, classificant-los segons la seva qualitat i donant lloc als diferents models. Per tant, podem tenir dos xips fabricats exactament igual però amb característiques diferents: velocitat, voltatge, consum, etc. Això és degut al fet que la tecnologia d'integració és cada vegada més petita i, per tant, és més difícil integrar tots els components dins un xip d'una mida relativament petita.
Hi ha productes defectuosos que no poden ser utilitzats, però n'hi ha d'altres que es poden aprofitar, venent-los com a productes de menys prestacions.
Algunes d'aquestes imperfeccions poden ser:
- La qualitat del silici.
- El gruix de la làmina i la seva puresa.
- Marcatge dels circuits del processador.
- Residus que puguin quedar a la làmina.
- Interconnexió de transistors.

La majoria dels errors de fabricació es donen a la part exterior de la làmina, i això dona lloc a processadors que funcionen a velocitats menors. Com més a prop del centre de la làmina estigui el processador, millor serà la CPU. Per exemple, un processador Intel Celeron és de la part exterior de la làmina, i un Intel i7 és de més a prop del centre.

## Problemes
Els problemes que comporta aquest fenomen poden afectar la vida útil dels components.
Dos processadors que estan funcionant a la mateixa freqüència de rellotge poden estar a dues temperatures diferents perquè un té un voltatge més elevat que l'altre, i com a conseqüència, no pot dissipar l'excés d'energia produït. Això afecta el rendiment del xip perquè no està treballant en condicions normals, i per tant, tindrà una vida útil més curta.
En el cas dels dispositius que funcionen amb bateria, el consum més elevat d'un processador i el seu sobreescalfament poden causar problemes majors a llarg termini. Si el processador consumeix més, la bateria dura menys hores i al llarg del temps aquest producte haurà suportat més cicles de càrrega i descàrrega que un altre d'igual amb un processador que consumeixi menys. La temperatura també pot afectar el funcionament d'aquests dispositius, ja que els processadors dels dispositius portàtils no solen estar dissenyats per treballar a una temperatura elevada. Per exemple, en els smartphones i les tablets no hi ha un sistema de refrigeració, la qual cosa significa que el processador ha de treballar amb un consum baix per tal de no escalfar-se massa i ser capaç de tenir una temperatura estable.